# برایان دین
برایان دین (به انگلیسی: Brian Deane) بازیکن فوتبال زادهٔ ۷ فوریه ۱۹۶۸ اهل انگلستان که سابقهٔ بازی در تیم ملی فوتبال انگلستان را در کارنامهٔ خود دارد. وی در تاریخ ۳ ژوئن ۱۹۹۱ نخستین بازی ملی خود را در مقابل تیم ملی فوتبال نیوزلند انجام داد و با حضور در ۳ بازی ملی، در تاریخ ۹ سپتامبر ۱۹۹۲ واپسین بازی ملی‌اش را در برابر تیم ملی فوتبال اسپانیا برگزار کرد.